# Конрад II фон Тегерфелден
Конрад II фон Тегерфелден (на немски: Konrad II von Tegerfelden; † 19 февруари 1233) е епископ на Констанц (1209 – 1233).

## Живот
Той е от Ааргау, син на Луитполд II фон Тегерфелден и съпругата му Хедвиг. Чичо му Улрих фон Тегерфелден († 1200/1204) е от 1167 до 1199 г. абат на манастир Санкт Гален и от 1171 до 1179 г. също епископ на Епископство Кур.
Конрад е от 1176 г. домхер, 1200 – 1208 г. домпропст. Избран е на 16 април 1209 г. за епископ на Констанц и е ръкоположен 1210 г. През 1209 г. той придружава крал Ото IV в Рим. Политически той не се меси, но гражданите го накарват през 1212 г. да отвори градските врати на идващия от Италия Фридрих II Хоенщауфен. От Констанц Фридрих II успява да победи Ото IV.
Конрад II често е в дворцовия лагер на Фридрих II и през 1215 г. участва в Латеранкския концил в Рим, свикан от папа Инокентий III, на който са поканени над 1 200 епископи и абати.
Конрад II фон Тегерфелден свиква през 1216 и 1229 г. диоцезски синоди и помага на обучението на деканатската система.
- Герб на род фон Тегерфелден
- Останки от Тегерфелден